# Ljustjärnen (Bjurholms socken, Ångermanland)
Ljustjärnen är en sjö i Bjurholms kommun i Ångermanland och ingår i Lögdeälvens huvudavrinningsområde. Sjön har en area på 0,0352 kvadratkilometer och ligger 328,1 meter över havet. Vid provfiske har mört och öring fångats i sjön.